# Le Petit Homme (film, 1991)
Pour les articles homonymes, voir Le Petit Homme.
Pour plus de détails, voir Fiche technique et Distribution.
Le Petit Homme (Little Man Tate) est un film américain réalisé par Jodie Foster, sorti en 1991.

## Synopsis
Serveuse de bar à Cincinnati, Dede Tate élève seule son gamin de sept ans, Fred, un génie du piano, de la peinture et des mathématiques. On le confie à Jane Grierson, directrice d'une école pour surdoués, pendant que sa mère est obligée d'accepter un emploi temporaire dans une autre ville. Jane est un véritable catalyseur des capacités intellectuelles de l'enfant, mais elle est loin de pouvoir remplacer une mère pour ses besoins affectifs. Fred sombre peu à peu dans une triste solitude.

## Fiche technique
- Titre : Le Petit Homme
- Titre original : Little Man Tate
- Réalisation : Jodie Foster
- Scénario : Scott Frank
- Musique : Mark Isham
- Photographie : Mike Southon
- Producteurs : Peggy Rajski et Scott Rudin

Producteur délégué : Randy Stone
- Société de production : Orion Pictures
- Pays de production : États-Unis
- Format : Couleurs (DeLuxe) - son Dolby
- Genre : drame
- Durée : 99 minutes
- Dates de sortie :
  - Canada : 6 septembre 1991 (Festival international du film de Toronto)
  - États-Unis : 11 octobre 1991
  - France : 15 janvier 1992

## Distribution
- Jodie Foster : Dede Tate
- Adam Hann-Byrd : Fred Tate
- Dianne Wiest : Dr. Jane Grierson
- Harry Connick Jr : Eddie
- David Hyde Pierce : Garth
- Debi Mazar : Gina
- P.J. Ochlan : Damon Wells
- Alex Lee : Fred Tate, à 2 ans
- Michael Shulman : Matt Montini

## Autour du film
Il s'agit du premier film en tant que réalisatrice de Jodie Foster. Au début du projet, Joe Dante devait être le réalisateur mais il a été écarté pour divergences artistiques avec la production.